# 3 R (ecologia)

Tratamento de resíduos com os 3Rs (reduzir, reutilizar, reciclar).

Regra dos Três R's, também conhecida como Três R's da Ecologia, ou simplesmente 3R, ou também os Três Erres, é uma proposta sobre hábitos de consumo, popularizada pela organização ambientalista Greenpeace, que visa desenvolver hábitos como o consumo responsável. Esse conceito refere-se as estratégias de gerenciamento de resíduos que buscam ser mais sustentáveis com o meio ambiente e priorizam especificamente a redução do volume de resíduos gerados. Durante a Cúpula do G8 em junho de 2004, o primeiro-ministro do Japão, Junichiro Koizumi, apresentou a iniciativa dos três Rs buscando construir uma sociedade voltada para a reciclagem. Em abril de 2005, foi realizada uma assembleia de ministros em que foi discutido com os Estados Unidos, Alemanha, França e vinte outros países como as ações relacionadas aos Três Rs poderiam ser implementadas internacionalmente.

## Histórico
Difícil definir a origem exata da teoria dos 3Rs, mas sua popularização viria a partir do estabelecimento em 1970 do Dia da Terra. Durante as celebrações, o objetivo foi sensibilizar as comunidades para a preservação do planeta. Posteriormente, muitos atos legais nos Estados Unidos introduziram os conceitos de reciclagem e conservação ambiental.
Os três Rs ecológicos são regras para preservar o meio ambiente, especificamente para reduzir o volume de resíduos ou lixo gerado. Em suma, os 3Rs visam desenvolver hábitos de consumo responsáveis e conscientizar os cidadãos a descartar menos lixo e ser um consumidor mais responsável.
Os três Rs constituem uma estratégia de gerenciamento de produtos em fim de vida e o resíduo resultante, visando:
- Reduzir: diminuir a quantidade de lixo residual que produzidos é essencial. Os consumidores devem adotar hábitos de consumo saudáveis como adquirir produtos que realmente serão utilizados e que sejam reutilizáveis, como exemplo: guardanapos de pano, sacos de pano para fazer suas compras diárias, embalagens reutilizáveis para armazenar alimentos ao invés dos descartáveis.
- Reutilizar: utilizar várias vezes o mesmo produto ou a mesma embalagem. Com um pouco de imaginação e criatividade pode-se aproveitar sobras de materiais para outras funções, como exemplo: garrafas de plástico/vidro para armazenamento de líquidos e recipientes diversos para organizar os materiais de escritório. Reformas de qualquer natureza se encaixam nesse princípio.
- Reciclar:  transformar o resíduo, antes inútil, em matérias-primas para a fabricação de novos produtos é um benefício tanto para o aspecto ambiental como energético. Exigir programas de reciclagem dos governos locais - e principalmente  participar deles - é a melhor forma de exercer esta ideia.